# 塔塔尔族
塔塔爾族，或稱塔塔爾人、韃靼人，是中國官方認定的少數民族之一，主要居住在中國新疆地區。“塔塔爾”是“韃靼”的音譯之一。

## 形成
近代从俄国移民至中国境内的鞑靼人，在中国境内繁衍至今称塔塔尔族（哈薩克人稱他們為諾蓋人）。
他們是在19世紀由從伏爾加河中游一帶來到中亞再前往新疆，從事農牧業和貿易（他們多為俄羅斯貿易商工作）。

## 现状
多数塔塔尔族信仰伊斯兰教，生活、习俗受到伊斯兰文化的影响，主要分布在新疆维吾尔自治区的伊宁、塔城、乌鲁木齐。少数散居在布尔津、奇台和南疆的主要城市（哈爾濱也有他們），3556人（2010人口普查）。奇台县有全国唯一的塔塔尔族乡——大泉塔塔尔族乡。
突厥碑文中的塔塔爾人有三十姓與九姓的說法。有六個部落：察罕塔塔爾、阿勒赤塔塔爾、帖烈惕塔塔爾、不魯恢塔塔爾、奎因塔塔爾、和最有名的是禿黑禿兀惕塔塔爾。
在現時中國新疆的塔塔爾族也由伏爾加韃靼人、克里米亞韃靼人、諾蓋人、西伯利亞韃靼人四部分組成。比例分別是5:1:2:2。
此外，中国东北地区还有少量世居土著塔塔尔人，属于欧罗巴人种。 

### 中国塔塔尔族人口分布
| 位次 | 地区       | 总人口        | 塔塔尔族 | 占塔塔尔族 人口比重（%） | 占地区 少数民族 人口比重（%） | 占地区 人口比重（%） |
|      | 合计       | 1,245,110,826 | 4,895    | 100                      | 0.00465                       | 0.000393             |
| G1   | 31省份合计 | 1,242,612,226 | 4,890    | 99.90                    | 0.00465                       | 0.000394             |
| G2   | 西北地区   | 89,258,221    | 4,702    | 96.06                    | 0.02693                       | 0.005268             |
| G3   | 华北地区   | 145,896,933   | 53       | 1.08                     | 0.00061                       | 0.000036             |
| G4   | 中南地区   | 350,658,477   | 49       | 1.00                     | 0.00017                       | 0.000014             |
| G5   | 华东地区   | 358,849,244   | 37       | 0.76                     | 0.00148                       | 0.000010             |
| G6   | 西南地区   | 193,085,172   | 27       | 0.55                     | 0.00007                       | 0.000014             |
| G7   | 东北地区   | 104,864,179   | 22       | 0.45                     | 0.00020                       | 0.000021             |
| 1    | 新疆       | 18,459,511    | 4,501    | 91.95                    | 0.04103                       | 0.024383             |
| 2    | 甘肃       | 25,124,282    | 186      | 3.80                     | 0.00846                       | 0.000740             |
| 3    | 北京       | 13,569,194    | 29       | 0.590                    | 0.00495                       | 0.000214             |
| 4    | 湖南       | 63,274,173    | 16       | 0.33                     | 0.00025                       | 0.000025             |
| 5    | 天津       | 9,848,731     | 12       | 0.25                     | 0.00450                       | 0.000122             |
| 6    | 云南       | 42,360,089    | 12       | 0.25                     | 0.00008                       | 0.000028             |
| 7    | 青海       | 4,822,963     | 12       | 0.25                     | 0.00054                       | 0.000249             |
| 8    | 黑龙江     | 36,237,576    | 11       | 0.22                     | 0.00062                       | 0.000030             |
| 9    | 江苏       | 73,043,577    | 10       | 0.20                     | 0.00385                       | 0.000014             |
| 10   | 安徽       | 58,999,948    | 10       | 0.20                     | 0.00251                       | 0.000017             |
| 11   | 广东       | 85,225,007    | 10       | 0.20                     | 0.00079                       | 0.000012             |
| 12   | 辽宁       | 41,824,412    | 9        | 0.180                    | 0.00013                       | 0.000022             |
| 13   | 山东       | 89,971,789    | 9        | 0.18                     | 0.00142                       | 0.000010             |
| 14   | 海南       | 7,559,035     | 9        | 0.18                     | 0.00069                       | 0.000119             |
| 15   | 河南       | 91,236,854    | 8        | 0.16                     | 0.00070                       | 0.000009             |
| 16   | 四川       | 82,348,296    | 7        | 0.14                     | 0.00017                       | 0.000009             |
| 17   | 河北       | 66,684,419    | 6        | 0.12                     | 0.00021                       | 0.000009             |
| 18   | 内蒙       | 23,323,347    | 6        | 0.12                     | 0.00012                       | 0.000026             |
| 19   | 重庆       | 30,512,763    | 6        | 0.12                     | 0.00030                       | 0.000020             |
| 20   | 上海       | 16,407,734    | 5        | 0.10                     | 0.00481                       | 0.000030             |
| 21   | 广西       | 43,854,538    | 4        | 0.08                     | 0.00002                       | 0.000009             |
| 22   | 浙江       | 45,930,651    | 3        | 0.06                     | 0.00076                       | 0.000007             |
| 23   | 吉林       | 26,802,191    | 2        | 0.04                     | 0.00008                       | 0.000007             |
| 24   | 湖北       | 59,508,870    | 2        | 0.04                     | 0.00008                       | 0.000003             |
| 25   | 贵州       | 35,247,695    | 2        | 0.04                     | 0.00001                       | 0.000006             |
| 26   | 宁夏       | 5,486,393     | 2        | 0.04                     | 0.00011                       | 0.000036             |
| 27   | 陕西       | 35,365,072    | 1        | 0.02                     | 0.00057                       | 0.000003             |
|      | 山西       | 32,471,242    |          |                          |                               |                      |
|      | 福建       | 34,097,947    |          |                          |                               |                      |
|      | 江西       | 40,397,598    |          |                          |                               |                      |
|      | 西藏       | 2,616,329     |          |                          |                               |                      |
|      | 现役军人   | 2,498,600     | 5        | 0.10                     | 0.00448                       | 0.000200             |

## 语言
中国境内的塔塔尔族有自己的语言，属阿尔泰语系突厥语族西匈语支，有以阿拉伯字母为基础的文字。由于长期与维吾尔族、哈萨克族共处，因而这两个民族的语言、文字也逐渐成为塔塔尔族的日常用语和通用文字。
中国的塔塔尔族是人口较少且使用语言种类较多的民族，大体上按族源可划分为喀山鞑靼语新疆方言、诺盖鞑靼语、克里米亚鞑靼语、西伯利亚鞑靼语；大体上属于阿尔泰语系突厥语族钦察语支(除了克里米亚鞑靼语属于乌古斯语支)。其中，以使用喀山鞑靼语的人数最多，占全体塔塔尔族人口的一半以上。而克里米亚鞑靼人和西伯利亚鞑靼人最少，人数占比不到10%。
①中国的塔塔尔语是以喀山鞑靼语新疆方言为标准方言，该语言和鞑靼语的标准语-喀山鞑靼语差别不大，喀山鞑靼语非常接近俄罗斯的巴什基尔语。使用喀山鞑靼语的塔塔尔人大部分主要分布在伊宁市、塔城市、乌鲁木齐市。
②诺盖鞑靼语非常接近哈萨克语；新疆的阿勒泰地区是中国哈萨克族人口比例最高的地区，也是中国塔塔尔族人口最多的地区（也是塔塔尔族诺盖支系在中国境内的主要分布地）。也有相当一部分塔塔尔族诺盖支系在昌吉回族自治州的奇台县、吉木萨尔县也有分布。（目前全国唯一的大泉塔塔尔民族乡里的塔塔尔族属于诺盖塔塔尔人，他们是在上世纪八十年代才被识别为塔塔尔族，在这之前他们都被识别为哈萨克族，后来在他们自己的要求和塔塔尔族协会的努力下，重新被识别为塔塔尔族)
③克里米亚鞑靼语非常接近土耳其语；使用克里米亚鞑靼语的塔塔尔人主要分布在伊宁市和乌鲁木齐市。
④西伯利亚鞑靼语非常接近哈卡斯语；使用西伯利亚鞑靼语的塔塔尔人零星散居在阿勒泰地区和塔城地区附近。
虽然中国塔塔尔族主要来源于鞑靼人的四个支系，但是已形成不同于其母体支系的新特点，已经逐步融合形成一个新的支系。

## 習俗
部落意識在塔塔爾中仍有存留，比如弘吉剌部、布爾吉部、但由于多數塔塔爾族由游牧生活方式轉為城市生活，部落意識就淡化了。塔塔爾人的姓名就帶上部落的名字。一個塔塔爾人的名字後面，要加上自己父親的名字，然後再加上自己部落的名字，這樣才構成一個完整的人名。

## 节日
- 萨班推节

## 文學
塔塔爾人有千年以上的文化傳統，除了有豐富的民間文學外，各個朝代都有大量的作家文學產出。塔塔爾族的民間文學有神話、民間故事、戲劇、民歌、詩等不同種類的作品，而作家文學有小說、長篇敘事詩、短詩、散文等等各類的創作。